# Luciano Maugeri
Pour les articles homonymes, voir Maugeri.
Luciano Maugeri, né le 6 février 1888 à Zafferana Etnea et mort le 23 mai 1958 à Palerme est homme politique italien. 
Membre de la Démocratie chrétienne, il est maire de Palerme à partir de juin 1956 et meurt en fonction. 

## Biographie
Ingénieur, il entre aux chemins de fer italiens comme chef d'atelier à Catane, Turin et Naples, puis chef de la section du matériel et de la traction et enfin chef du département de Sicile, alors que Bernardo Mattarella, dont il est proche politiquement, est ministre des Transports. 
Les élections municipales de mai 1956 à Palerme marquent la victoire de la Démocratie chrétienne qui gagne 10 points en obtenant 35,7 % des voix au détriment du MSI et des monarchistes. En son sein, les partisans d'Amintore Fanfani menés par Giovanni Gioia prennent du poids, avec l'approbation de Bernardo Mattarella et l'appui de Vito Ciancimino, alors que le courant de Franco Restivo s'efface. 
Les Fanfaniens font élire, avec l'aval de l'archevêque Ernesto Ruffini, Luciano Maugeri qui obtient également les voix du Pli et du PSDI, ainsi quel'appui externe des monarchistes. Dans cette junte DC-PLI-PSDI siègent les nouveaux élus, proches de Gioia, Salvo Lima, 28 ans, et Vito Ciancimino, 32 ans, respectivement nommés vice-maire, conseiller de travaux publics le premier, et conseiller aux entreprises municipales le second.
Luciano Maugeri prend la tête de la municipalité alors que Palerme connait une forte croissance démographique et une expansion économique. Cosa Nostra, qui maintient son contrôle du marché des fruits et légumes, de la contrebande du tabac et de l'exploitation d'agrumes dans la Conca d'Oro, en profite pour s'implanter dans le secteur du bâtiment et de l'immobilier. Mais l'ancienne génération est violemment évincée par les nouvelles familles qui investissent dans le commerce de stupéfiants avec la mafia américaine et élimine les rivaux : la majorité des 211 mafieux tués à Palerme entre 1951 et 1959 le sont en 1956 et 1957 jusqu'au sommet entre les principaux parrains siciliens et américains qui se tient en 1957 au Grand Hotel et des Palmes.  
Avec Lima, Luciano Maugeri obtient un prêt de quatre milliards de lires de la Cassa del Mezzogiorno pour régler le problème d'approvisionnement en eau de la ville. Giovanni Gioia contrôle officieusement ces travaux ainsi que ceux du deuxième tronçon de la via Roma nuova et du tronçon d'autoroute Palerme-Punta Raisi. Il échoue en revanche à obtenir la vote de la « Loi spéciale » pour Palerme, transmise en 1954 par l'ARS au Sénat, visant à obtenir une aide étatique de 100 milliards de lires pour la ville. Sous l'égide de Lima, la municipalité Maugeri reconduit les concessions des entreprises d'Arturo Cassina et le contrat de la société Trezza pour les taxes sur la consommation (it).
Le 23 mai 1958, Maugeri meurt en fonction et l'intérim est confié au vice-maire, Salvo Lima, lequel prononce un discours de rassemblement à ses funérailles et est élu maire le 7 juin.